# Stadtpolizeikommando

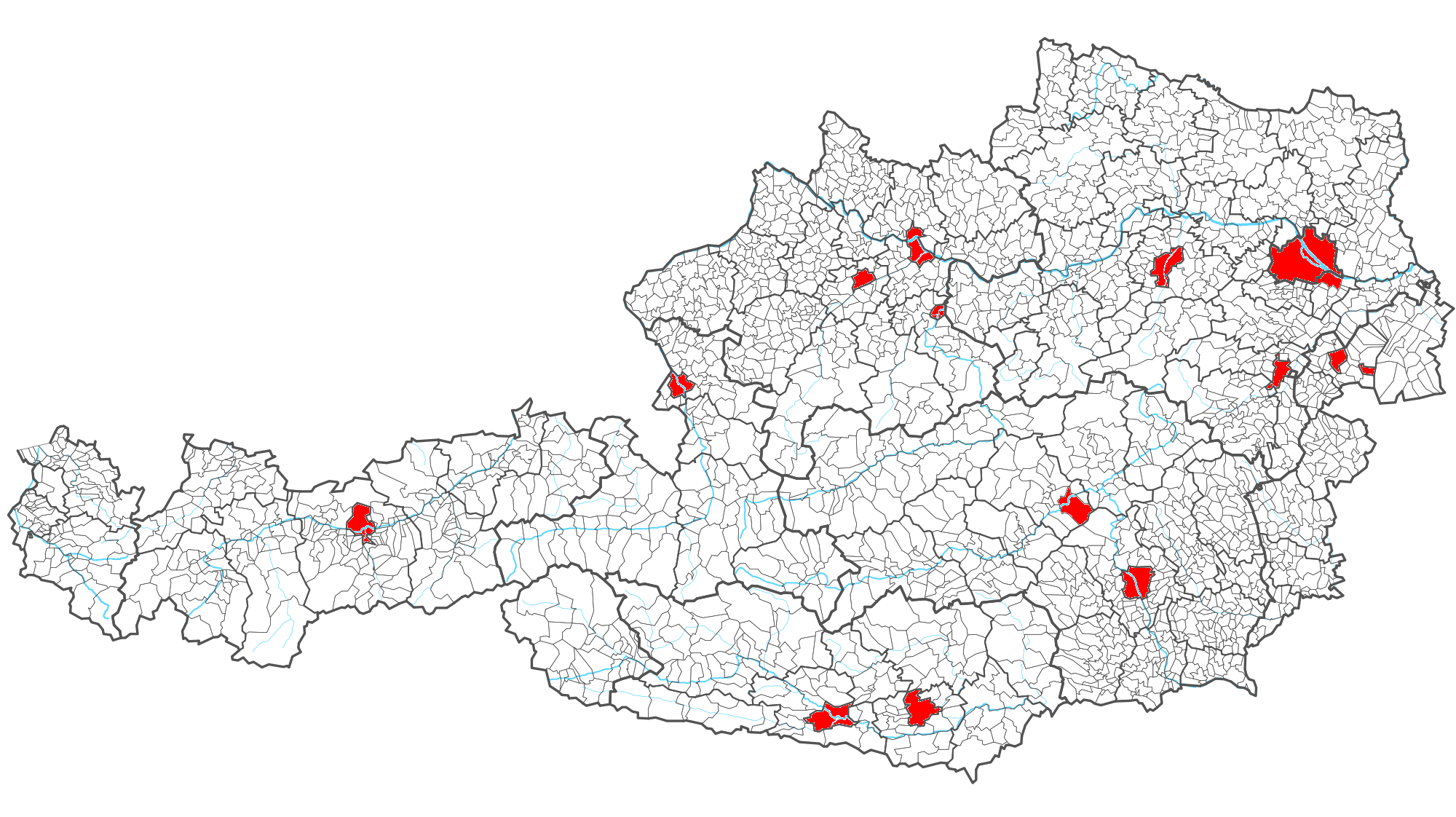
Zuständigkeitsbereiche der Stadtpolizeikommanden (in roter Farbe)

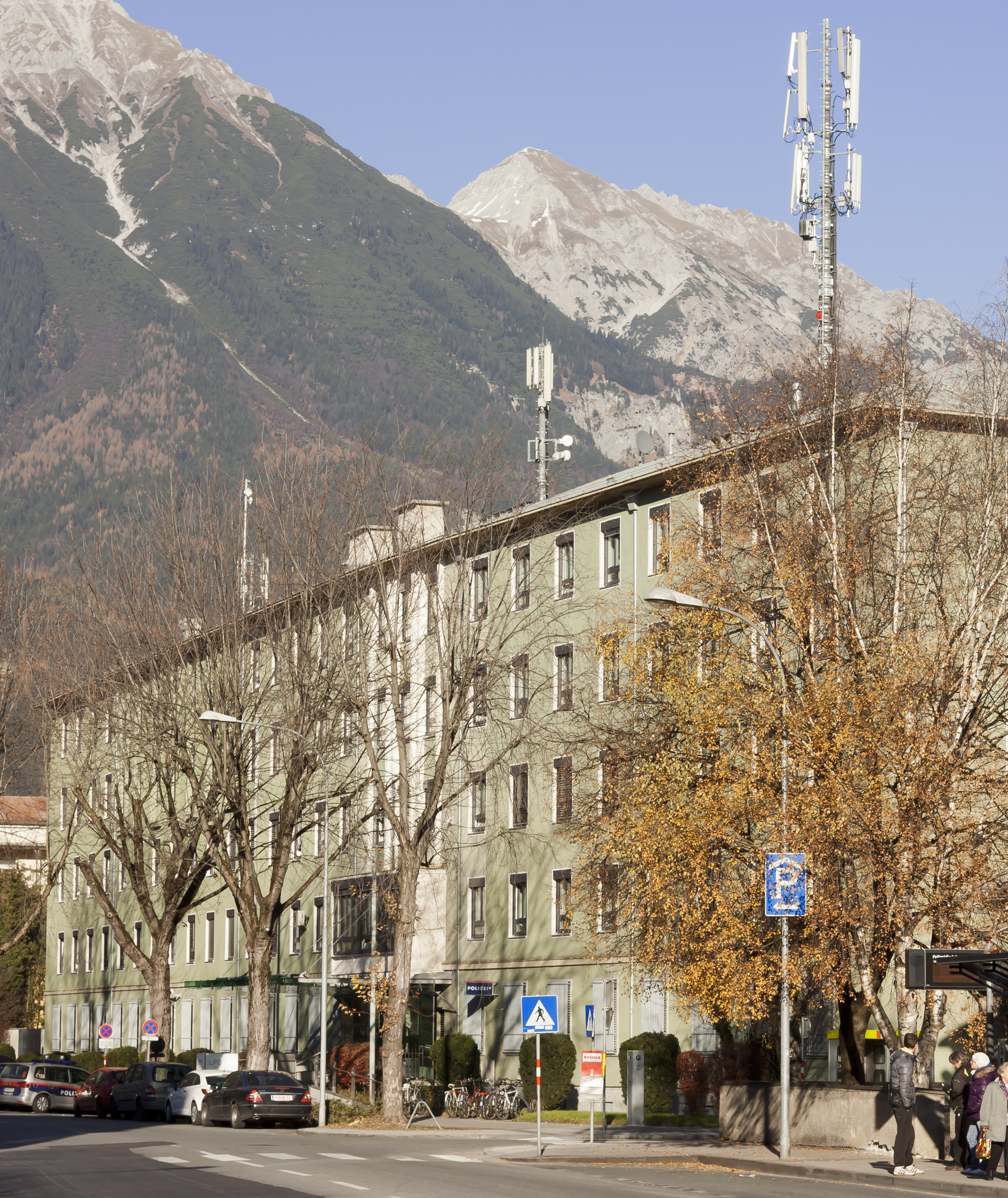
Stadtpolizeikommando Innsbruck (ehemals BPD Innsbruck)

Rayone der Stadtpolizeikommanden in Wien

Stadtpolizeikommanden (SPK) sind in Österreich 27 der neun Landespolizeidirektionen unterstehende Organisationseinheiten der Bundespolizei. Sie bestehen in Wien und in den meisten Statutarstädten (= Städte, die analog zur Bezirkshauptmannschaft selbst als Bezirksverwaltungsbehörde fungieren); hier fungiert die jeweilige Landespolizeidirektion (LPD) – zum Teil vertreten durch ihre Filiale Polizeikommissariat – als Sicherheitsbehörde I. Instanz und führt die Dienst- und Fachaufsicht über das jeweilige Stadtpolizeikommando. Diesem nachgeordnet sind die in der jeweiligen Stadt bestehenden Polizeiinspektionen. Geleitet wird ein Stadtpolizeikommando vom jeweiligen Stadtpolizeikommandanten, einem leitenden Exekutivbediensteten.
Jeweils ein Stadtpolizeikommando besteht
- in sieben von acht Landeshauptstädten, wo die jeweilige Landespolizeidirektion ihren Sitz hat: Eisenstadt, Graz, Innsbruck, Klagenfurt, Linz, Salzburg und St. Pölten (ausgenommen ist die Landespolizeidirektion Vorarlberg in Bregenz, das keine Statutarstadt ist);
- unter den der Landespolizeidirektion Wien unterstehenden 14 Wiener Polizeikommissariaten der Bundeshauptstadt;
- unter den sechs Polizeikommissariaten in Leoben, Schwechat, Steyr, Wels, Villach und Wiener Neustadt.

Der örtliche Wirkungsbereich erstreckt sich auf das Gebiet der jeweiligen Stadtgemeinde, mit zwei Ausnahmen: Das SPK Eisenstadt ist auch für das Gebiet der Freistadt (Statutarstadt) Rust zuständig, das SPK Schwechat auch für die außerhalb der Gemeinde Schwechat liegenden Teile des Flughafens Wien-Schwechat. Die Statutarstädte Krems an der Donau und Waidhofen an der Ybbs werden sicherheitsbehördlich nicht von der Landespolizeidirektion über ein  Polizeikommissariat verwaltet und verfügen daher auch über kein Stadtpolizeikommando.
Organisatorische Maßnahmen im Bereich von Stadtpolizeikommanden obliegen dem Landespolizeidirektor im Einvernehmen mit dem Landeshauptmann, soweit sie die Betrauung mit bzw. die Abberufung von der Leitung eines Stadtpolizeikommandos oder Versetzung ohne Änderung der dienstrechtlichen Stellung zum Gegenstand haben.

## Polizeikommissariate und Stadtpolizeikommanden in Wien
In der  Landespolizeidirektion Wien untersteht jedem ihrer 14 Filialen namens Polizeikommissariat (PK) ein Stadtpolizeikommando:
- Stadtpolizeikommando Innere Stadt – 1., Innere Stadt
- Stadtpolizeikommando Landstraße – 3., Landstraße
- Stadtpolizeikommando Margareten – 4., Wieden, 5., Margareten, und 6., Mariahilf
- Stadtpolizeikommando Josefstadt – 7., Neubau, 8., Josefstadt, und 9., Alsergrund
- Stadtpolizeikommando Favoriten – 10., Favoriten
- Stadtpolizeikommando Simmering – 11., Simmering
- Stadtpolizeikommando Meidling – 12., Meidling, und 13., Hietzing
- Stadtpolizeikommando Fünfhaus – 14., Penzing, und 15., Rudolfsheim-Fünfhaus
- Stadtpolizeikommando Ottakring – 16., Ottakring, und 17., Hernals
- Stadtpolizeikommando Döbling – 18., Währing, und 19., Döbling
- Stadtpolizeikommando Brigittenau – 2., Leopoldstadt, und 20., Brigittenau
- Stadtpolizeikommando Floridsdorf – 21., Floridsdorf
- Stadtpolizeikommando Donaustadt – 22., Donaustadt
- Stadtpolizeikommando Liesing – 23., Liesing

## Historisches
Die Stadtpolizeikommanden sind die direkten Nachfolgeorganisationen der ehemaligen Zentralinspektorate des Bundessicherheitswachekorps. Sie wurden nach der Zusammenlegung von Bundesgendarmerie, Bundessicherheitswachekorps und Kriminalbeamtenkorps im Juli 2005 gebildet. Lediglich in Wien galt das Landespolizeikommando als Nachfolgeorganisation der ehemaligen obersten Organisationseinheit der Sicherheitswache, welche hier Generalinspektorat genannt wurde.